# Сумський національний аграрний університет
Су́мськи́й націона́льний агра́рний університе́т — це один з наймолодших закладів вищої освіти аграрного профілю України IV рівня акредитації розташований за адресою:  40021, вул. Герасима Кондратьєва, 160, м. Суми, 40021, Україна. Університет заснований на державній формі власності і підпорядкований Міністерству освіти і науки України.

## Історія
Сумський національний аграрний університет заснований у квітні 1977 року як філія Харківського сільськогосподарського інституту ім. В. В. Докучаєва (Наказ Міністерства сільського господарства СРСР від 29.04.1977 р. № 95). У 1990 році на базі філії створено Сумський сільськогосподарський інститут (Наказ державної комісії Ради Міністрів СРСР по продовольству та закупкам від 27.02.1990 р. № 24).  У 1997 році інститут отримав статус університету.
Указом Президента України Леоніда Кучми від 07 серпня 2001 р., № 591 університету присвоєно статус національного (Наказ Міністерства аграрної політики України від 22.08.2001 р. № 253). Відповідно до рішення державної акредитаційної комісії Міністерства освіти і науки України від 27.11.2007 р., протокол № 68, Сумський національний аграрний університет визнано акредитованим за статусом ВНЗ IV (четвертого) рівня на період до 01 липня 2017 р. (сертифікат РД-IV № 193846).

## Корпуси та кампуси
Матеріально-технічна база університету складається з 9 навчально-лабораторних приміщень загальною площею 105244 кв.м., майстерень для проведення лабораторно-практичних занять студентів інженерних спеціальностей, полігонів, споруд інженерно-технічного забезпечення, науково-дослідних підрозділів, сучасної актової зали на 450 місць.

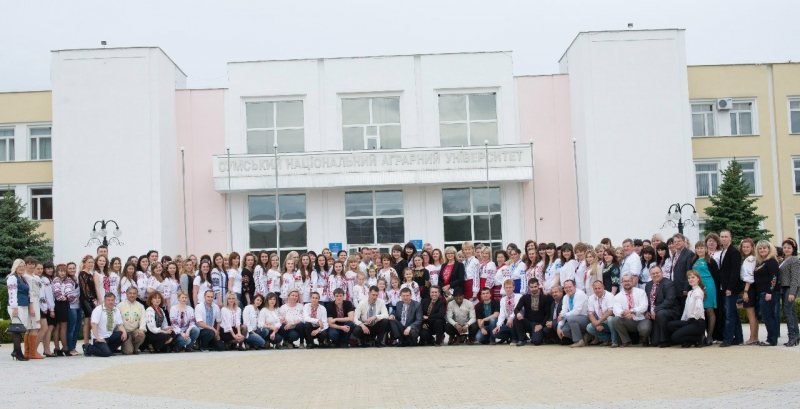
В Сумському національному аграрному університеті відзначили День вишиванки. sau.sumy.ua

Відповідно до наказу Мінагрополітики України № 180 від 19.06.03 р. «Про створення університетського центру Сумського НАУ…» до складу університету включено 6 ВНЗ 1-2 рівнів акредитації:
- Глухівський агротехнічний інститут[1]
- Коледж Сумського національного аграрного університету
- Охтирський коледж Сумського національного аграрного університету[2]
- Маловисторопський коледж Сумського національного аграрного університету[3]
- Путивльський коледж Сумського національного аграрного університету[4]
- Роменський коледж Сумського національного аграрного університету[5]

Після проведення перерозподілу за напрямами підготовки загальна площа Сумського НАУ становить 364780 м², у тому числі навчальна площа — 243185, площа навчально-допоміжних споруд — 121595 м².
Побут студентів в університеті забезпечують 4 гуртожитки на 2200 місць, у коледжах — 9 гуртожитків.
Зміцненню здоров'я студентів слугують стадіон «Колос», майданчики для літніх видів спорту з синтетичним покриттям, оздоровчо-відновлювальний центр, зала для настільного тенісу, траса для змагань з біатлону. Є крита спортивна зала.
В університеті функціонують 19 наукових лабораторій. У 2018 році наказом № 444 від 2 травня 2018 року в університеті створений перший в Україні Центр колективного користування науковим обладнанням з новітніх агротехнологій «Лабораторія екологічного землеробства та природкористування». У забезпеченні навчального процесу препаратами тваринного та рослинного походження задіяні віварій (860 м²) та селекційно-насінницький комплекс (скло в мет. каркасі — 10322 м³).
На території Сумського національного аграрного університету діє Храм Святої Великомучениці Валентини.
У 2019 році на території університету розпочалося будівництво унікального навчального полігону під закритим небом площею 800 кв.м.

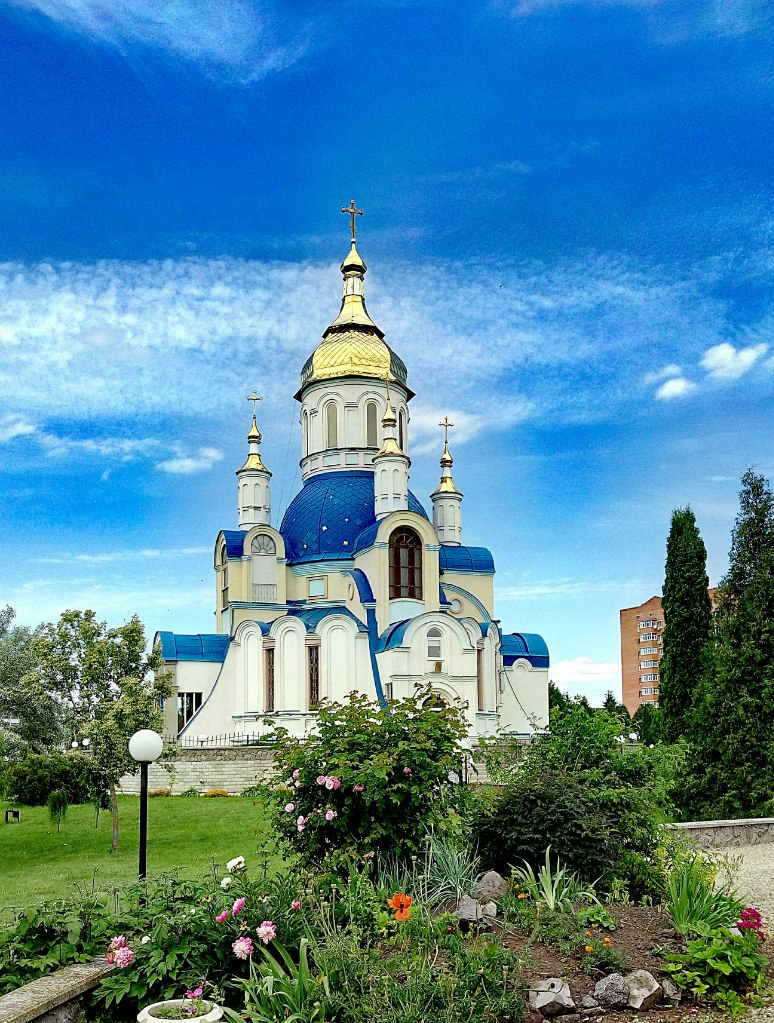
Храм Святої Валентини на території Сумського національного аграрного університету

## Інститути та факультети
У 2019/2020 навчальному році  у Сумському національному аграрному університеті здійснюється підготовка фахівців за 27 напрямами підготовки, 26 бакалаврськими спеціальностями,  27 магістерськими освітньо-професійними програмами.
Навчальний процес забезпечує професорсько-викладацький склад чисельністю понад 450 осіб, з яких понад 60 — доктори наук та більше 300 — доценти, кандидати наук. До навчального процесу залучено науковців з наукових установ НААН України, виробничих підприємств та проектних інститутів.
Навчання відбувається на 8 факультетах та 50 кафедрах:
- Факультет агротехнологій та природокористування [Архівовано 3 серпня 2020 у Wayback Machine.]
- Факультет економіки і менеджменту [Архівовано 9 серпня 2020 у Wayback Machine.]
- Юридичний факультет [Архівовано 16 квітня 2020 у Wayback Machine.]
- Біолого-технологічний факультет [Архівовано 7 серпня 2020 у Wayback Machine.]
- Факультет ветеринарної медицини [Архівовано 15 серпня 2020 у Wayback Machine.]
- Інженерно-технологічний факультет [Архівовано 10 серпня 2020 у Wayback Machine.]
- Факультет будівництва та транспорту [Архівовано 14 серпня 2020 у Wayback Machine.]
- Факультет харчових технологій [Архівовано 4 серпня 2020 у Wayback Machine.]
- Центр перепідготовки та підвищення кваліфікації [Архівовано 12 червня 2020 у Wayback Machine.]

## Ректори
- 1977—1997 рр. — Брюховецький Іван Миколайович, кандидат економічних наук, професор, академік Академії економічних наук України.
- 1997—2005 рр. — Царенко Олександр Михайлович, доктор економічних наук, професор.
- З 2005—2024 рр. — Ладика Володимир Іванович, доктор сільськогосподарських наук, професор, академік НААН України.
- З 2024 р. по теперішній час — Коваленко Ігор Миколайович, доктор біологічних наук, професор.[8]

## Видатні випускники
- Артеменко Надія Михайлівна — українська політична діячка, Березівська сільська голова Березівської сільської об'єднаної територіальної громади (з 16 грудня 2015 року) — першої громади в Сумській області, голова Глухівської районної державної адміністрації (2015 р.)
- Гончаренко Владислав Васильович — голова Державної інспекції сільського господарства України у 2013—2014 роках.
- Гузенко Максим Васильович — український громадський діяч, політик. Народний депутат України 9-го скликання. Член Комітету Верховної Ради з питань аграрної та земельної політики.
- Данько Юрій Іванович — український економіст, доктор економічних наук (2017), професор (2018), проректор з наукової роботи Сумського національного аграрного університету.
- Дубінін Григорій Васильович — працівник радянського сільського господарства, голова колгоспу імені Свердлова Середино-Будського району Сумської області Української РСР, Герой Соціалістичної Праці.
- Коваленко Ігор Миколайович — декан факультету агротехнологій та природокористування Сумського національного аграрного університету, доктор біологічних наук, професор.
- Ладика Володимир Іванович — доктор сільськогосподарських наук, професор, академік НААН України, Ректор Сумського національного аграрного університету.
- Марченко Юрій Васильович — доктор політичних наук, Начальник відділу методології адміністрування акцизного податку та контролю за обігом підакцизних товарів управління методологічного супроводження адміністрування податків Департаменту податків і зборів юридичних осіб Міністерства доходів і зборів України, радник податкової та митної служби І-го рангу.
- Павлюченко Сергій Миколайович — солдат Збройних сил України, загинув в зоні терористичної операції.
- Панченко Сергій Михайлович  — український вчений у галузях ботаніки, екології та охорони природи, доктор біологічних наук (2018). Начальник наукового відділу Гетьманського НПП.
- Пархоменко Сергій Леонідович — український військовик, солдат, гранатометник 24-й батальйон територіальної оборони «Айдар» Збройних сил України, учасник російсько-української війни, агинув в зоні терористичної операції.
- Сапсай Володимир Іванович — український політик, виконувач обов'язків Голова Сумської державної адміністрації (2006 рік).
- Трофімцева Ольга Василівна — випускниця Путивльського коледжу Сумського національного аграрного університету, українська підприємиця та політична діячка, т.в.о. міністра аграрної політики та продовольства України (2019), доктор аграрних наук (2012)